# بابلو كاباييرو غونزاليس
بابلو كاباييرو غونزاليس (بالإسبانية: Pablo Caballero González)‏ (21 يناير 1987 في الأوروغواي - ) هو لاعب كرة قدم أوروغواني في مركز الدفاع. لعب مع بوتيف فراتسا ونادي فاساس ونادي يوبين وناسيونال مونتيفيديو ونادي لوكارنو.

## وصلات خارجية
- بابلو كاباييرو غونزاليس على موقع قاعدة بيانات كرة القدم.إي يو (الإنجليزية)
- بابلو كاباييرو غونزاليس على موقع Soccerway.com (الإنجليزية)